# Uraricoera
Uraricoera – rzeka w Brazylii, w stanie Roraima. Ma 480 km długości. Wypływa z pasma górskiego Pacaraima, w pobliżu granicy z Wenezuelą. Płynie w kierunku wschodnim, łącząc się najpierw z rzeką Parima, a następnie z rzeką Takutu powyżej miasta Boa Vista, tworząc rzekę Rio Branco. Rzeka nie nadaje się do żeglugi. 